# عصب مستقبل شمي
عصب المستقبل الشمي (بالإنجليزية: Olfactory receptor neuron)‏ ويُسمى أيضا العصب الحسي الشمي (بالإنجليزية: olfactory sensory neuron)‏ هو عصب حسي داخل النظام الشمي.

## الهيكل

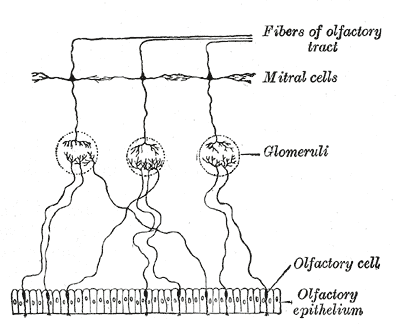
تخطيط الأعصاب الشمية

لدى البشر حوالي 10 ملايين عصب حسي شمي، وتتكون في الفقاريات من عصبونات ثنائية القطب تواجه زوائدها الشجرية السطح الخارجي للصفيحة المصفوية وتقع في الظهارة الشمية داخل تجويف الأنف وتمر محاورها العصبية من خلال الثقوب المصفوية وتنتهي عند البصلة الشمية.
تبرز من الزوائد الشجرية للعصب الحسي الشمي العديد من الأهداب الصغيرة الشبيهة بالشعر نحو المخاط الذي يغطي سطح الظهارة الشمية. وتُغطى أسطح هذه الأهداب بالمستقبلات الشمية، وهي نوع من المستقبلات المقترنة بالبروتين ج.

## الوظيفة
تُصنف المستقبلات الشمية على أنها نوع معقد من المستقبلات الأيونوتروبية. وهناك ما يقرب من 1000 جين مختلفة لشفرة هذه المستقبلات، مما يجعل من هذه الجينات أكبر عائلة جينية.
تذوب الرائحة في مخاط الظهارة الشمية ثم ترتبط بالمستقبلات الشمية، ويمكن للمستقبلات الشمية أن ترتبط بشكل متفاوت بمجموعة متنوعة من جزيئات الروائح، ويؤدي هذا التفاوت في الارتباطات إلى وجود اختلافات في أنماط التنشيط تؤدي إلى ظهور وضع تعريفي فريد لكل رائحة. وتقوم المستقبلات الشمية بتنشيط البروتين داخل الخلايا وإنتاج أحادي فوسفات الأدينوسين الحلقي وفتح القنوات الأيونية في غشاء الخلية، مما يؤدى إلى تدفق أيونات الصوديوم والكالسيوم داخل الخلية، وتدفق أيونات الكلوريد خارجها، وهذا التدفق يؤدي إلى زوال الاستقطاب في العصبونات، ومن ثم توليد جهد الفعل.

### زوال التحسس

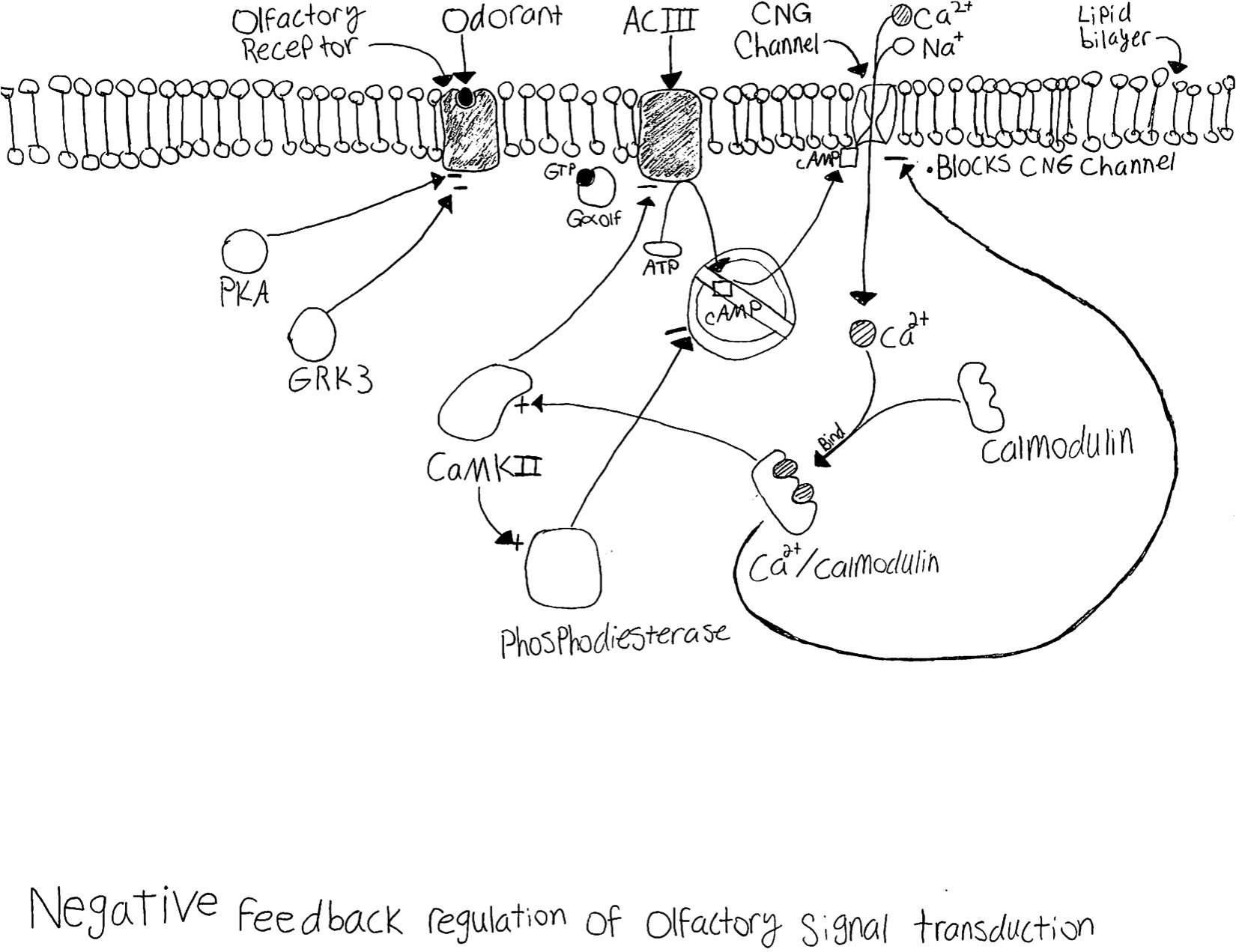
زوال التحسس في الأعصاب الشمية

لدى الأعصاب الحسية الشمية استجابة مرتجعة سريعة بمجرد زوال الاستقطاب. فعندما يكون العصبون غير مستقطب، تكون القنوات مفتوحة مما يسمح للصوديوم والكالسيوم بالتسرب داخل الخلية، حيث يُفعل تدفق الكالسيوم سلسلة من الأحداث داخل الخلية، وتؤدي هذه الاستجابة المرتجعة إلى تثبيط العصبون عن مزيد من التنشيط عند إدخال جزيء رائحة آخر.

### عدد الروائح القابلة للتمييز
اقترحت دراسة أجريت على نطاق واسع أن البشر يستطيعون اكتشاف أكثر من تريليون رائحة مختلفة. إلا أن هذا القول محل نزاع.